# Perdita (måne)
Perdita er en af planeten Uranus' måner. Den blev set første gang på billeder som rumsonden Voyager 2 havde taget den 18. januar 1986, men blev ikke opdaget ved den lejlighed. Først i 1999 så og rapporterede Erich Karkoschka den lille måne på de gamle Voyager-billeder. På det tidspunkt kunne man ikke finde månen og tage nye billeder af den — først i 2003 lykkedes det med Hubble-teleskopet at fotografere et lille objekt på det sted hvor Perdita burde befinde sig, hvilket endegyldigt bekræftede denne månes eksistens.
Månen blev midlertidigt navngivet S/1986 U 10, som tilkendegiver, at den første gang blev set i 1986.